# Puttelange-aux-Lacs
Puttelange-aux-Lacs är en kommun i departementet Moselle i regionen Grand Est (tidigare regionen Lorraine) i nordöstra Frankrike. Kommunen ligger i kantonen Sarralbe som tillhör arrondissementet Sarreguemines. År 2022 hade Puttelange-aux-Lacs 3 058 invånare.

## Befolkningsutveckling
Antalet invånare i kommunen Puttelange-aux-Lacs
| Referens: INSEE |